# NGC 4489
NGC 4489 è una galassia nana ellittica situata prospetticamente nella costellazione della Chioma di Berenice alla distanza di 57 milioni di anni luce dalla Terra.
Ha una bassa luminosità e sono state rilevate fluttuazioni anomale della sua luminosità superficiale. Il fenomeno potrebbe essere legato alla presenza di un esteso ramo costituito da stelle AGB di età intermedia o da stelle rosse giganti ad elevata metallicità. 
E'una delle galassie che compongono l'Ammasso della Vergine.